# 小额贷款

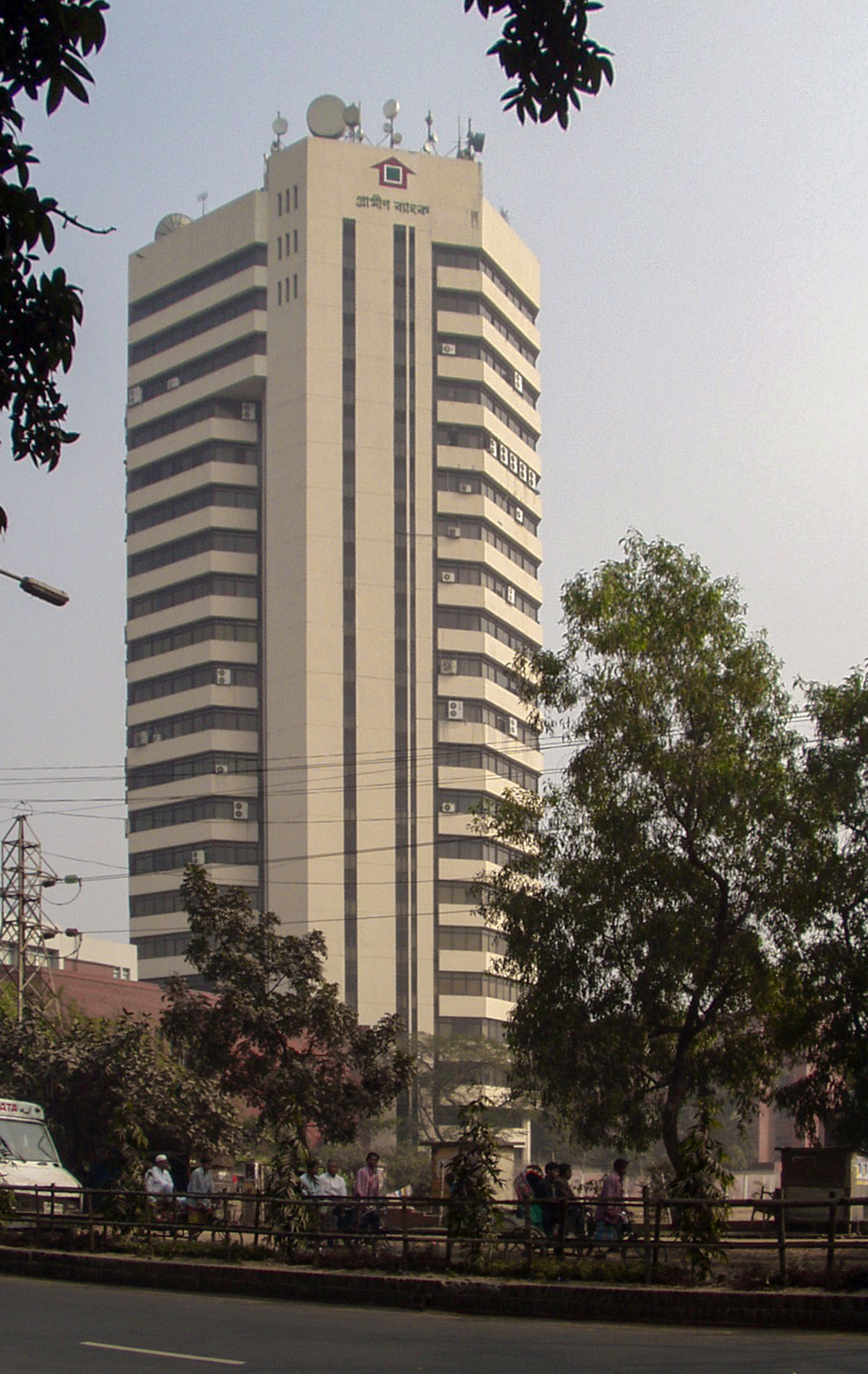
孟加拉鄉村銀行位於達卡的總部大樓

小额贷款，廣義的小额贷款泛指所有小額個人信用貸款，包括民間借貸、非法高利貸、或合作貸款。小额贷款一般金额较小，借款人一般是没有什么抵押物，没有稳定的工作，或者没有信贷历史的穷人。设计是为了支持创业和扶贫。
但現今一般人提及微型貸款，多半指的是孟加拉国銀行家穆罕默德·尤纳斯其创建的格拉明鄉村銀行在1976年開始所針對窮人推行的小額貸款。
根據微型貸款高峰會（Microcredit Summit Campaign）的定義：「微型貸款」是一種透過小額借款等金融服務給低收入、貧困的民眾，讓他們能夠自我雇用、產生收入，以幫助其個人及家庭的方法。
一般来说，由于考虑到利润空间、借款人士有限的还款能力及高風險，传统发放商业贷款的银行对这类贷款業務并不感兴趣。
穆罕默德·尤纳斯与其创建的格拉明鄉村銀行因在发展中国家推广微额贷款而一起获2006年諾貝爾和平奬，以表揚他們在社會底層推動經濟和社會發展的努力。